# Balaklava (huvudbonad)
För andra betydelser, se Balaklava (olika betydelser).

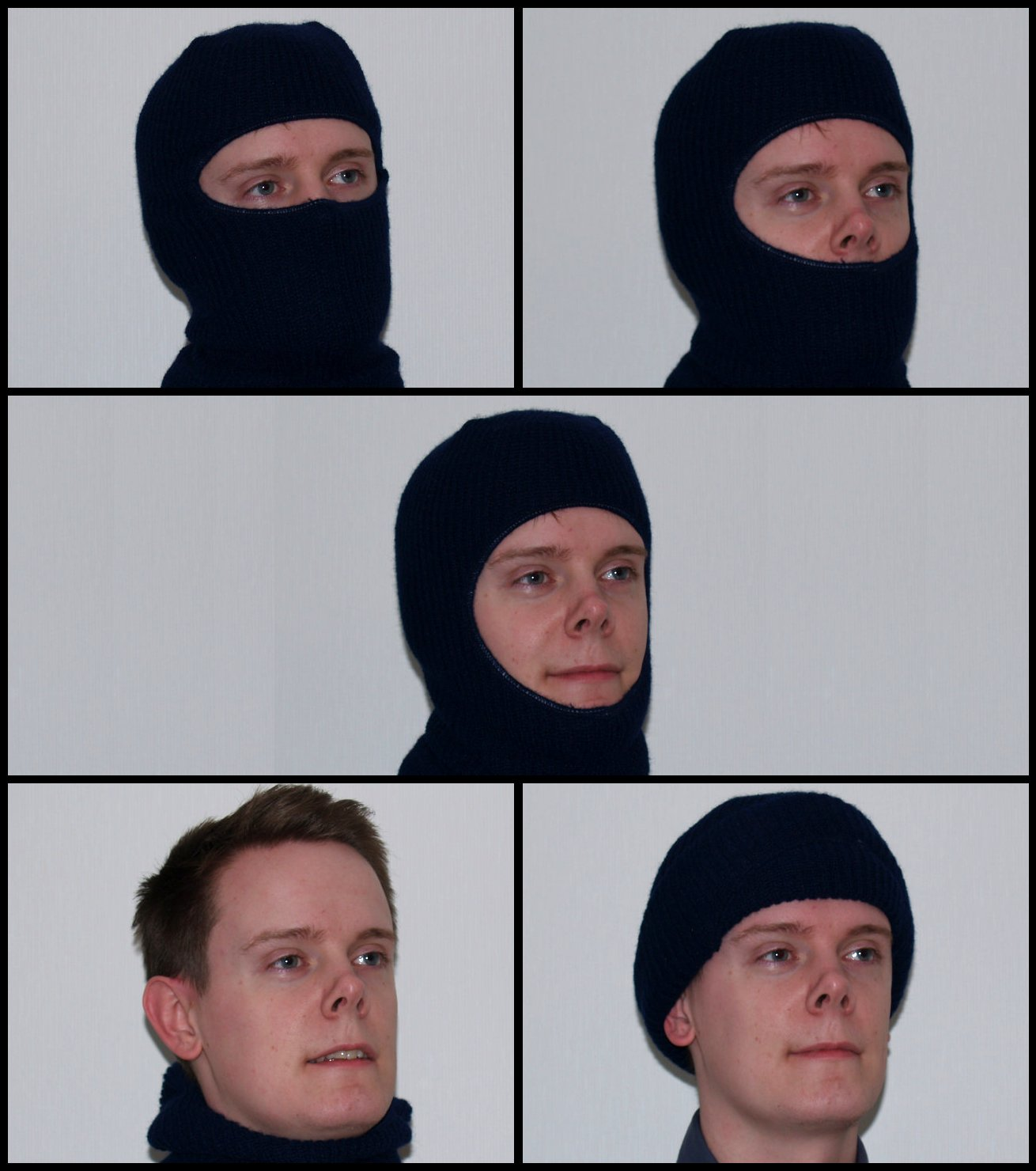
Fem olika sätt att ha på sig en balaklava.

Balaklava, skidmask, väpnarluva, rånarluva eller hjälmunderlag (militärbenämning) är ett slags mössa med skydd även för ansiktet, som i Sverige används inom det militära och polisen. Balaklavor kan vara antingen stickade av ull eller akrylfiber, eller tillverkade av fleece eller neopren. Namnet balaklava kommer från orten Balaklava som ligger på Krim. Det sägs att de brittiska soldaterna frös så mycket i staden under krimkriget att de kom på 'balaklavan' som ett nytt, eget plagg för ansiktet.

## Användning
Plagget skyddar mot kyla, vind och regn vid till exempel skidåkning, ridning och mopedkörning. Det skyddar även hjälmen från svett och håller den fräschare invändigt. Balaklavor används även sommartid, då som skydd mot insekter etc. vid arbete i skogen, samt vid olika typer av jakt. Racerförare kan bära en flamskyddad balaklava (typiskt med bara två hål för ögonen) som skydd mot brand vid olyckor. 
Balaklava används ofta i samband med rån, kommandoräder eller kidnappning eftersom luvan ger skydd mot (i vart fall  ögonblicklig) identifiering.
En balaklava ingår som standardutrustning inom bland annat Nationella insatsstyrkan, piketen och svenska försvarsmakten, där den benämns som Hjälmunderlag 90.

## Varianter
Det finns två vanliga varianter av balaklava, en som förutom hjässan även täcker ansiktet, med undantag för ögonen och munnen i tre hål. Den andra vanliga varianten har ett större hål som hela ansiktet kan få plats i. 
En balaklava med ett hål för ansiktet kan bäras på flera olika sätt utöver det klassiska sättet som täcker hela ansiktet, till exempel som halsduk eller mössa. En 3-håls balaklava bärs antingen upprullad som vanlig mössa, eller neddragen över ansiktet. Numera finns även tröjor med "fast" balaklava, vanligast är då "etthålsbalaklavor", som då kan dras ner och bli en hög krage, men även tröjor med 3-hålsbalaklavor förekommer. 

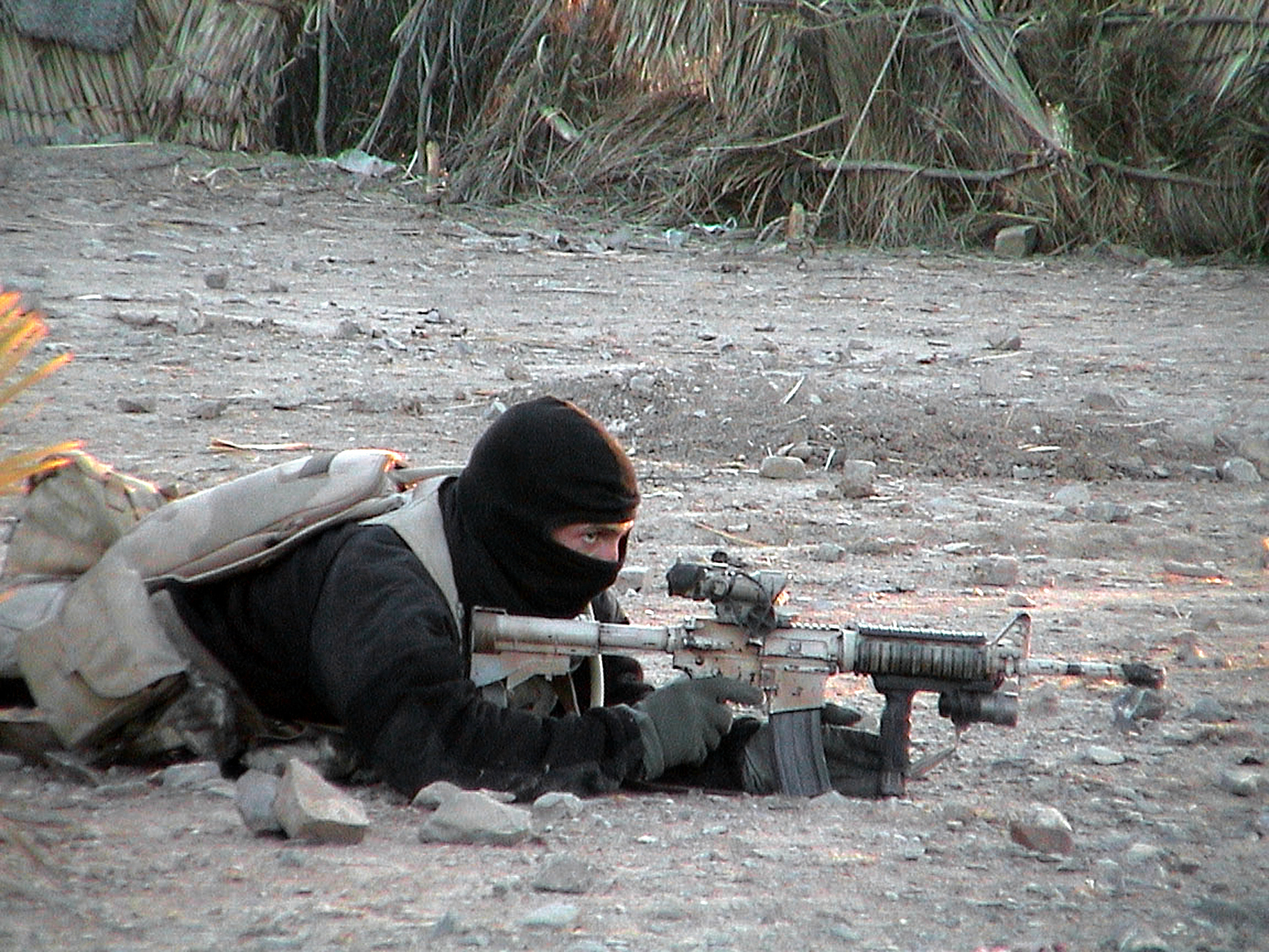
En amerikansk marinsoldat i Afghanistan med balaklava.